# 양산 통도사 불이문
양산 통도사 불이문(梁山 通度寺 不二門)은 대한민국 경상남도 양산시 하북면, 통도사에 있는 팔작지붕 사찰건물이다. 
1985년 11월 14일 경상남도의 유형문화재 제252호 통도사 불이문으로 지정되었다가, 2018년 12월 20일 현재의 명칭으로 변경되었다.

## 현지 안내문
통도사는 신라 선덕여왕 15년(646)에 자장율사가 지은 절로 우리나라 3대 사찰 중 하나이다.
통도사의 세번째 문으로 해탈문이라고도 불리는 불이문은 고려 충렬왕 31년(1305)에 처음 지은 후, 조선 후기에 다시 지어 지금까지 내려오고 있다.
모든 것이 평등하고 차별이 없음을 불이(不二)라 하며, 불이문은 이러한 불이법문(不二法門)을 상징하는 것이다.
앞면 3칸·옆면 2칸 규모로 지붕 옆면이 여덟 팔(八)자 모양인 화려한 팔작지붕 건물이다. 규모는 크지 않지만 짜임새가 있고 견실한 건물이다.
문에 걸려있는 ‘원종제1대가람’이라고 쓴 현판은 명나라 태조 주원장이 직접 쓴 것이라고 전해진다.

## 참고 문헌
- 이 문서에는 다음커뮤니케이션(현 카카오)에서 GFDL 또는 CC-SA 라이선스로 배포한 글로벌 세계대백과사전의 "《통도사 불이문》" 항목을 기초로 작성된 글이 포함되어 있습니다.

## 같이 보기
- 통도사 - 경상남도 기념물 제289호
- 양산 통도사 천왕문 - 경상남도 유형문화재 제250호
- 양산 통도사 관음전 - 경상남도 유형문화재 제251호

## 참고 자료
- 양산 통도사 불이문 - 국가유산청 국가유산포털